# Henry Auguste d'Ainecy de Montpezat
Pour les articles homonymes, voir Montpezat.
Henry Auguste d'Ainecy de Montpezat, comte de Montpezat, parfois orthographié Henri Auguste d'Ainesy Montpezat, est un peintre animalier français, né à Paris le 6 octobre 1817 et mort dans la même ville le 26 janvier 1859.

## Éléments biographiques
Fils de Léopold Augustin Jean Joseph d'Ainesy de Montpezat (1788-1882) et de Maryvanna Habdank Potworowska (1790-1862), il se marie à Claudine Marie Bailly (1823-1872) et n'eurent vraisemblablement pas de descendance. Il est l'aîné de sa famille, ayant une sœur et un frère.
Il est domicilié au 29, avenue des Champs-Elysées.
Il fut inhumé à Blois (Loir-et-Cher).

## Œuvre

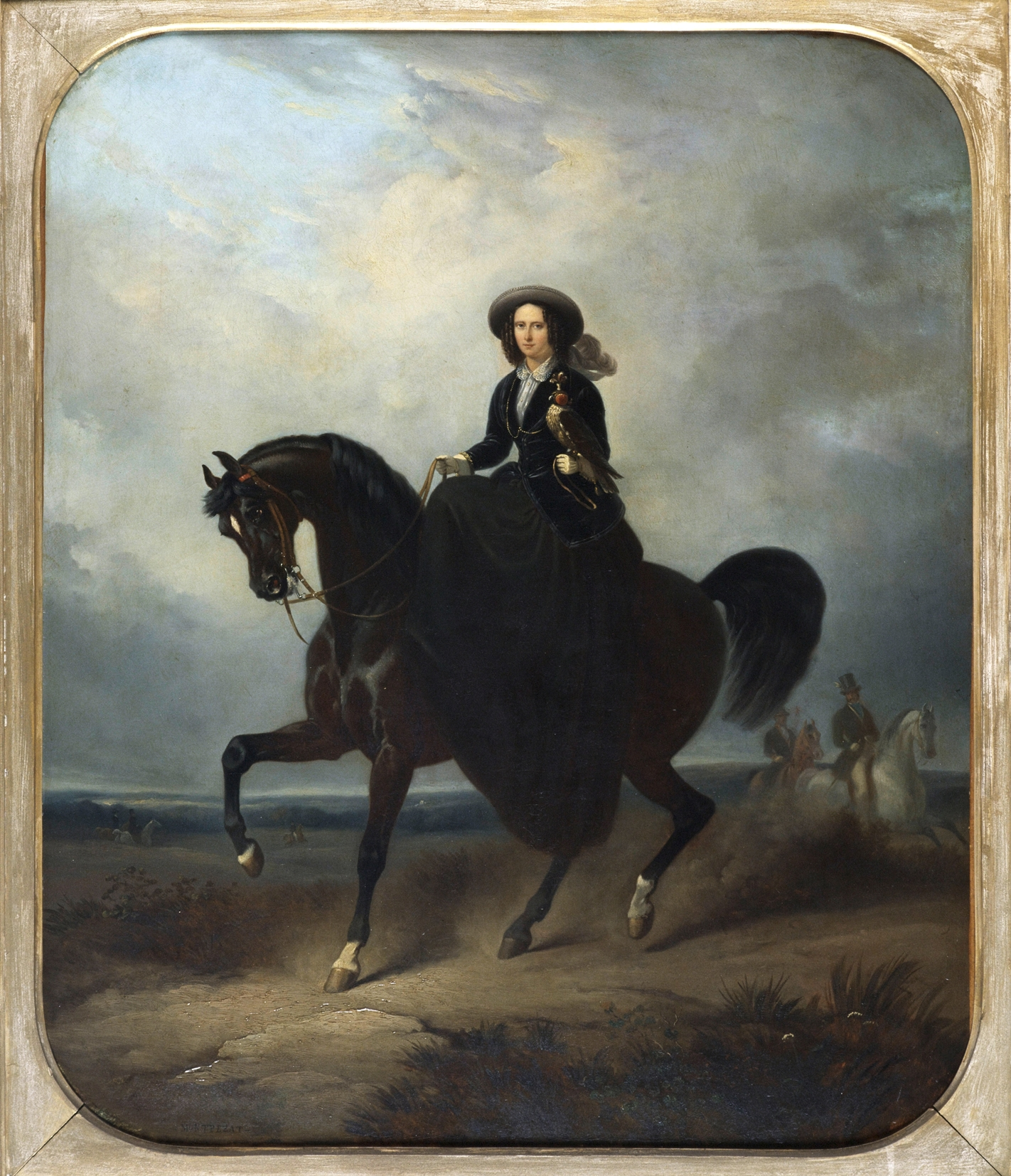
Portrait de Sophie de Wurtemberg (1818-1877), 1849.

Peintre équestre et de portrait mais pas seulement, sa peinture rappelle celle d'Alfred de Dreux, son contemporain.
Plusieurs de ses toiles sont conservées dans des musées en France comme au Louvre (Rendez-vous de chasse) ou à l'étranger comme au Musée historique de La Haye.

Il peignit le portrait du compte de Nieuwerkerke, d'Alexine Tinne, de Sophie de Wurtemberg, reine consort des Pays-Bas et, sur une toile de grande dimension, les portraits équestres de LL. MM. l'Empereur Napoléon III et l'Impératrice Eugénie. D'après un critique de l'époque, 

« ce qu'il y a de mieux dans ce tableau, ce sont les chevaux. L'Empereur est un peu ressemblant, mais l'Impératrice ne l'est pas du tout »

— Louis Auvray,
Secrétaire-Administrateur du Comité central des Artistes, "Exposition des Beaux-Arts, Salon de 1857"

Est exposé à l'exposition de peinture de Versailles de 1859 son tableau la "Promenade à cheval" qui fait déplorer au journaliste de la revue La Lumière la mort de l'artiste, 

« dont le talent donnait quelques espérances »

— La Lumière, revue de la photographie, n°50, édition du 10 décembre 1859
Il fut nommé chevalier de la Légion d'honneur par décret du 9 mars 1859 en récompense de sa belle conduite dans les expéditions de Chine et de Cochinchine comme enseigne de vaisseau à Mi Thi et dans la province de Đồng Nai.

## Distinctions
- Chevalier de la Légion d'honneur (1859)
- Chevalier de l'ordre de la Couronne de chêne